# Moneymoon Beach
Moneymoon Beach es una localidad de Santa Lucía que forma parte del distrito de Micoud.